# Design global
 (mai 2009).
Si vous disposez d'ouvrages ou d'articles de référence ou si vous connaissez des sites web de qualité traitant du thème abordé ici, merci de compléter l'article en donnant les références utiles à sa vérifiabilité et en les liant à la section « Notes et références ».
Le design global est une démarche créative qui permet à une entreprise d'adopter une conception transversale et plus cohérente dans ses méthodes de communication pour atteindre une meilleure représentation et efficacité de sa marque commerciale ou de son produit.
Le design global permet d'envisager parallèlement le produit, son design, son lieu de production, son packaging, sa communication graphique et son lieu de vente (architecture d'intérieur). 
C’est une méthode qui permet à l’entreprise d'évoluer, en sondant chaque étape de son développement, afin de vérifier ses capacités d'innovation et son aptitude à répondre à de nouvelles demandes par une force de proposition qui respecte la cohérence globale voulue.
Le design global s'adresse à tout type d'entreprise ou établissement, y compris les entreprises sans but lucratif comme les associations, les écoles...
Le terme « design global », émergeant en France, il est amené à se développer. Le premier exemple est la nécessité de plus en plus courante des agences de communication à ajouter à leurs compétences celles d'un architecte d'intérieur ou d'un styliste. On remarquera aussi la création de cursus universitaires comme le design d'espace, lié à ceux du stylisme et de la communication visuelle. Ces domaines réunissant plusieurs capacités infographiques (jusqu'alors seulement maitrisées à l'unité).